# مارتن هوهمان
مارتن هوهمان (بالألمانية: Martin Hohmann)‏ (و. 1948  م) هو سياسي، ومحامي ألماني، ولد في فولدا، هو عضوٌ البديل من أجل ألمانيا (منذ 2016)، وهو عضوٌ الاتحاد الديمقراطي المسيحي (1980–2004)، شارك في الانتخابات الرئاسية الألمانية 2004، والانتخابات الرئاسية الألمانية 1999 ‏، ترشح في الانتخابات الفيدرالية الألمانية 2017.

## مناصب
تولى منصب عضو في البوندستاغ الألماني (منذ 24 أكتوبر 2017)
- عضو في البوندستاغ الألماني (26 أكتوبر 1998–17 أكتوبر 2002)[5]
- عمدة (1984–1998)

.